# Cretonia atrisigna
Cretonia atrisigna là một loài bướm đêm trong họ Noctuidae.